# Шубин (гмина)
Шубин (пол. Szubin) — гмина (волость) в Польше, входит как административная единица в Накловский повет, Куявско-Поморское воеводство. Население — 22 442 человека (на 2004 год).

## Сельские округа
1. Хоментово
2. Храплево
3. Ченжково
4. Домбрувка-Слупска
5. Гомбин
6. Годзимеж
7. Гжечна-Панна
8. Колачково
9. Корнелин
10. Ковалево
11. Круликово
12. Лахово
13. Мале-Руды
14. Монкошин
15. Пиньско
16. Ретково
17. Рынажево
18. Самокленски-Дуже
19. Самокленски-Мале
20. Слонавы
21. Слупы
22. Смольники
23. Стары-Яружын
24. Шкоцья
25. Шубин-Весь
26. Тур
27. Вонсош
28. Вольварк
29. Залесе
30. Замость
31. Жендово
32. Журчин

## Прочие поселения
1. Амерычка
2. Белявы
3. Бжузки
4. Хобелин
5. Дрогослав
6. Глембочек
7. Езорово
8. Корачевко
9. Надканале
10. Недзвяды
11. Олек
12. Подляски
13. Жеменевице
14. Скужево
15. Смажиково
16. Станиславка
17. Шарадово
18. Тшцинец
19. Войславец
20. Вжосы
21. Вымыслово
22. Заздрость
23. Зелёново

## Соседние гмины
1. Гмина Бяле-Блота
2. Гмина Кцыня
3. Гмина Лабишин
4. Гмина Накло-над-Нотецью
5. Гмина Жнин